# تپه کلوچه
تپه کلوچه مربوط به هزاره ۴ و ۱ قبل از میلاد است و در شهرستان کامیاران، روستای یوزیدر واقع شده و این اثر در تاریخ ۱۰ مهر ۱۳۸۰ با شمارهٔ ثبت ۴۰۱۰ به‌عنوان یکی از آثار ملی ایران به ثبت رسیده‌است.